# آگوستن پیرامو دوکاندول
آگوستین پیراموس دو کاندول (به فرانسوی: Augustin Pyramus de Candolle)( زاده چهارم فوریه ۱۷۷۸ - در گذشت نهم سپتامبر ۱۸۴۱), گیاه‌شناس فرانسوی تبار سویسی که خانواده‌اش در گریز از آزار مذهبی از سرزمین نیاکان خود، پروانس، رخت به به ژنو کشیده بودند در موطن نو زاده شد. با اینکه در کودکی دچار هیدوسفالی حادّ شد این بیماری را پشت سر گذارد. نبوغ او از جمله در ابداع رده بندی نوینی از گیاهان نمایان است.